# جوزيف بادغر
جوزيف بادغر (بالإنجليزية: Joseph Badger)‏ هو رسام أمريكي، ولد في 1707 في Charlestown, Boston ‏ في الولايات المتحدة، وتوفي في 1765 في بوسطن في الولايات المتحدة.